# Estadio José Zorila
Estadio José Zorila er et fodboldstadion i Valladolid i Spanien, der er hjemmebane for Segunda División-klubben Real Valladolid. Stadionet har plads til 26.512 tilskuere, og alle pladser er siddepladser.

## Historie
Estadio José Zorila blev bygget i 1982, i tide til at kunne blive benyttet under VM i fodbold 1982, hvor stadionet lagde græs til 3 kampe. 